# 9 Pułk Piechoty (brytyjski)
9 pułk piechoty – oddział piechoty brytyjskiej.
Utworzony w 1685 roku w odpowiedzi na rebelię Księcia Monmoutha. W latach 1751–1881 istniał jako 9 pułk.
W 1762 zdobywał Hawanę na Hiszpanach. Od  1881 Norfolk Regiment. Od 1964  do dziś pod nazwą Royal Anglian Regiment.

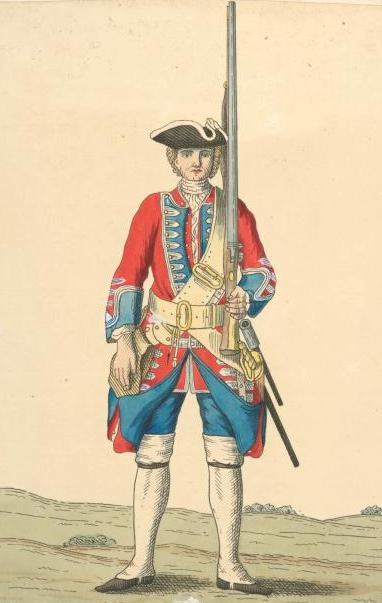
Żołnierz 9 pułku piechoty (1742)